# Vostok 3
Vostok 3 fue una misión del Programa espacial de la URSS. La nave fue tripulada por Andrián Nikoláyev. El 12 de agosto de 1962 la Vostok 3 se encontró en el espacio con Vostok 4 y ese momento fue la primera vez en la Historia que dos naves tripuladas orbitaban la Tierra al mismo tiempo.

## Tripulación
- Piloto: Andrián Nikoláyev.
- Piloto de respaldo: Valeri Bikovski.
- Piloto de reserva: Borís Volinov.